# Печоры-Псковские
Печоры-Псковские (с 1919 по 1970 год — Пе́тсери (эст. Petseri)) — промежуточная железнодорожная станция Октябрьской железной дороги в городе Печоры Псковской области. Находится на линии Рига — Валга — Псков.

## История
Станция Печоры была заложена в мае 1888 года в рамках строительства Виндаво-Рыбинской железной дороги. Она была введена в эксплуатацию в 1889 году. В 1897 году станция вошла в состав Балтийской и Псково-Рижской железной дороги, на станции, согласно расписанию того же года, действовал буфет. 5 (18) августа 1903 года станцию в рамках поездки в Псково-Печёрский монастырь посещала императорская чета во главе с Николаем II.
- Станция в 1889 году
- Здание вокзала в начале XX века

По итогам Гражданской войны станция вошла в состав Эстонской железной дороги и была переименована в Петсери эст. Petseri. Это было закреплено в Тартуском мирном договоре, подписанном РСФСР и Эстонией в 1920 году. В 1940 Эстонская республика вошла в состав СССР. В годы немецкой оккупации Печор от станции Петсери строилась ветка на Кудупе и Палканиеши, которая, скорее всего была разобрана почти сразу после постройки. В 1944 году указом президиума Верховного Совета СССР станция вместе с городом Печоры и прилегавшими территориями была передана из состава Эстонской ССР в состав новообразованной Псковской области РСФСР; при этом как минимум до 1945 года она продолжала относиться к Эстонским железным дорогам. На 1948 год станция являлась стыковой с Эстонскими ЖД в составе Ленинградской железной дороги.
На 1966 год коллектив станции Петсери стал героем цикла публикаций, начавшегося со статьи в газете «Гудок», и продолженного местным изданием «Печорская правда». В 1970 году станция была переименована в Печоры-Псковские. На 1981 год по станции производились приём и выдача грузов повагонными отправками складского хранения и открытого хранения в местах общего пользования, а также на подъездных путях; на станции продавались пассажирские билеты на поезда местного и дальнего следования, а также производились багажные операции.
В 1991 году было прекращено движение пассажирских поездов, действовавших с 1889 года. Оставался только пригородный поезд до Пскова, постепенно сокращавший количество вагонов до одного. 19 июля 2014 года данный пригородный поезд был отменён. В июне 2019 года по маршруту отменённого пригородного поезда начали курсировать электропоезда «Ласточка», а 3 августа того же года маршрут был продлён до Санкт-Петербурга.

## Описание
Станция Печоры-Псковские расположена в 3 км к северу от центра города Печоры Псковской области, вдоль пограничной с Эстонией реки Пиуза, и находится на линии Псков — Печоры Октябрьской железной дороги. На станции имеется 19 путей и две низких посадочных платформы — боковая и островная, примыкают подъездные пути на заводы Псковкерамика и Мукакомбикорма. Имеется вокзал, в котором действует отделение полиции.
Станция является пограничной с Эстонией, а также передаточной с её железными дорогами. На станции действует пункт подмены локомотивов ТЧП-78 Печоры, являющийся филиалом ТЧЭ-18 Дно.
- Вокзал станции
- Поезд «Ласточка» на станции